# Oost-Saksisch voetbalkampioenschap 1917/18
In 1917/18 werd het zestiende voetbalkampioenschap van Oost-Saksen gespeeld, dat georganiseerd werd door de Midden-Duitse voetbalbond. Vanwege de perikelen in de Eerste Wereldoorlog bundelden VfB 03 en FV Sachsen Dresden de krachten in een Kriegssportgemeinschaft. De club werd kampioen en plaatste zich voor de Midden-Duitse eindronde. Daar bereikte de club de halve finale die ze verloren van VfB Leipzig. 

## 1. Klasse
| Plaats | Club                         | Wed.        | W           | G           | V           | Saldo       | Ptn.        |
| ------ | ---------------------------- | ----------- | ----------- | ----------- | ----------- | ----------- | ----------- |
| 1.     | KSG VfB 1903/Sachsen Dresden | 16          | 13          | 1           | 2           | 63:13       | 27:05       |
| 2.     | Guts Muts Dresden            | 16          | 12          | 2           | 2           | 54:20       | 26:06       |
| 3.     | Dresdner FC Fußballring 1902 | 16          | 9           | 3           | 4           | 33:25       | 21:11       |
| 4.     | FC Brandenburg Dresden       | 16          | 9           | 1           | 6           | 46:30       | 19:13       |
| 5.     | VfR Habsburg Dresden         | 16          | 8           | 1           | 7           | 45:48       | 17:15       |
| 6.     | Dresdner SC                  | 16          | 6           | 1           | 9           | 37:32       | 13:19       |
| 7.     | VfR 1908 Dresden             | 16          | 5           | 0           | 11          | 29:53       | 10:22       |
| 8.     | SpVgg 1905 Dresden           | 16          | 3           | 2           | 11          | 10:44       | 08:24       |
| 9.     | BC Sportlust Dresden         | 16          | 1           | 1           | 14          | 15:67       | 03:29       |
| 10.    | Dresdensia Dresden           | Uitgesloten | Uitgesloten | Uitgesloten | Uitgesloten | Uitgesloten | Uitgesloten |

- Dresdensia werd uitgesloten omdat ze drie keer niet kwamen opdagen.
- VfR Habsburg Dresden nam op 8 mei 1918 de naam Dresdner SV 06 aan.

|  | Geplaatst voor finale |
|  | Degradatie            |